# Heliconius nigrofasciata
Heliconius nigrofasciata är en fjärilsart som beskrevs av Gustav Weymer 1893. Heliconius nigrofasciata ingår i släktet Heliconius och familjen praktfjärilar. Inga underarter finns listade i Catalogue of Life.